# Swithwulf (Rochester)
Swithwulf († zwischen 894 und 897) war Bischof von Rochester. Er wurde zwischen 868 und 880 zum Bischof geweiht und trat sein Amt in diesem Zeitraum an. Er starb zwischen 894 und 897.